# Kamil Wałęga
Kamil Wałęga (* 21. července 2000) je polský hokejový hráč a reprezentant, který hraje na pozici útočníka za tým Vlci Žilina.

## Život
Kamil Wałęga začal svou kariéru jako hokejista v mládeži JKH GKS Jastrzębie. Poté, co prošel tamními mládežnickými týmy, sbíral první zkušenosti v Polské hokejové lize v letech 2016 až 2018 v týmu SMS Sosnowiec. Od roku 2016 hrál nejvyšší polskou soutěž i za svůj mateřský klub, se kterým se stal v roce 2021 polským mistrem. V letech 2019 a 2021 s klubem vyhrál Polský pohár v ledním hokeji. V roce 2021 přestoupil do slovenského týmu MHk 32 Liptovský Mikuláš. V roce 2023 přestoupil do týmu HC Oceláři Třinec v české extralize. V září 2025 odešel na hostování do konce sezony do slovenského týmu Vlci Žilina. Do kterého před sezónou 2025/26 přestoupil.

## Reprezentace
V roce 2024 hrál Walega s polskou reprezentací na mistrovství světa v Praze a Ostravě.